# Paraphilothis mirabilis
Paraphilothis mirabilis är en skalbaggsart som beskrevs av Vienna 1994. Paraphilothis mirabilis ingår i släktet Paraphilothis och familjen stumpbaggar. Inga underarter finns listade i Catalogue of Life.